# Elaenia ruficeps
Elaenia ruficeps là một loài chim trong họ Tyrannidae.